# 박태보
박태보(朴泰輔, 1654년 7월 5일(음력 5월 21일)~1689년 6월 21일(음력 5월 5일))은 조선시대 후기의 문신으로, 자는 사원(士元), 호는 정재(定齋), 본관은 반남(潘南)이다.
박세당의 아들로 박세후에게 입양되었다.

## 생애
조선 숙종 때 문과에 장원으로 급제하여 전적을 지냈다. 예조좌랑으로 있을 때 남인의 모함을 받아 선천에 귀양갔다가 복직되었다. 성품이 결백하여 아부를 하지 않았으므로 시기하는 자가 많았으나, 왕의 총애를 받았다. 이조좌랑으로 암행어사가 되어 호남 지방을 시찰할 때 폐단을 시정하여 백성들로부터 존경을 받았다. 1689년 기사환국 때에 서인으로 인현왕후의 폐위를 반대하다가 숙종의 노여움을 사 심한 고문을 받고 진도로 귀양가는 도중 노량진 사육신묘에서 객사하였다. 숙종은 후회를 하고 이조판서에 추증하였다. 그 뒤 문열(文烈)이라 시호가 내려졌다.

## 가족 관계
- 고조부 : 박응천(朴應川)
  - 증조부 : 박동선(朴東善)
    - 조부 : 박정(朴炡)
    - 조모 : 윤안국(尹安國)의 딸
      - 백부 : 박세규(朴世圭)
      - 중부 : 박세견(朴世堅)
        - 사촌형제 : 박태상(朴泰尙)
        - 사촌형제 : 박태소(朴泰素) - 백부 박세규에게 양자로 출계

      - 생부 : 박세당(朴世堂)
      - 생모 : 남일성(南一星)의 딸 - 남구만의 누이
        - 생형 : 박태유(朴泰維)

      - 양부(元 仲父) : 박세후(朴世垕) - 박세당은 4형제 중 막내
      - 양모(元 仲母) : 윤선거(尹宣擧)의 딸 - 윤증의 누이

- 처부 : 이후원(李厚源)
- 처모 : 광산 김씨 - 김반의 딸, 김만기·김만중의 고모
  - 처 : 전주 이씨
    - 1녀 : 전의 李德海

  - 동서 : 김석주

## 작품에서
- 장희빈 (1995년 드라마) - 노영국

## 같이 보기
- 인현왕후
- 김익훈
- 송시열
- 윤증
- 박태보전
- 의정부 노강서원